# Hill County (Texas)
 For alternative betydninger, se Hill County. (Se også artikler, som begynder med Hill County)
Hill County er et county i den amerikanske delstat Texas. Den ligger i de centrale dele af delstaten og det grænser mod Johnson County i nord, Ellis County i nordøst, Navarro County i øst, Limestone County i sydøst, McLennan County i syd og mod Bosque County i vest.
Hill Countys totale areal er 2.553 km² hvoraf 60 km² er vand. I år 2000 havde fylket 32.361 indbyggere og administrationscentret ligger i byen Hillsboro. Hill County er blevet opkaldt efter George Washington Hill.

## Byer
- Abbott
- Aquilla
- Blum
- Bowman Community
- Bynum
- Carl's Corner
- Covington
- Hillsboro
- Hubbard
- Itasca
- Malone
- Mertens
- Mount Calm
- Penelope
- Whitney